# Emmanuel Tzanes
Emmanuel Tzanes (in greco: Εμμανουήλ Τζάνες) (Rethymno, 1610 – Venezia, 28 marzo 1690) è stato un pittore e presbitero greco attivo a Venezia; anche il fratello Konstandinos fu pittore.

## Biografia

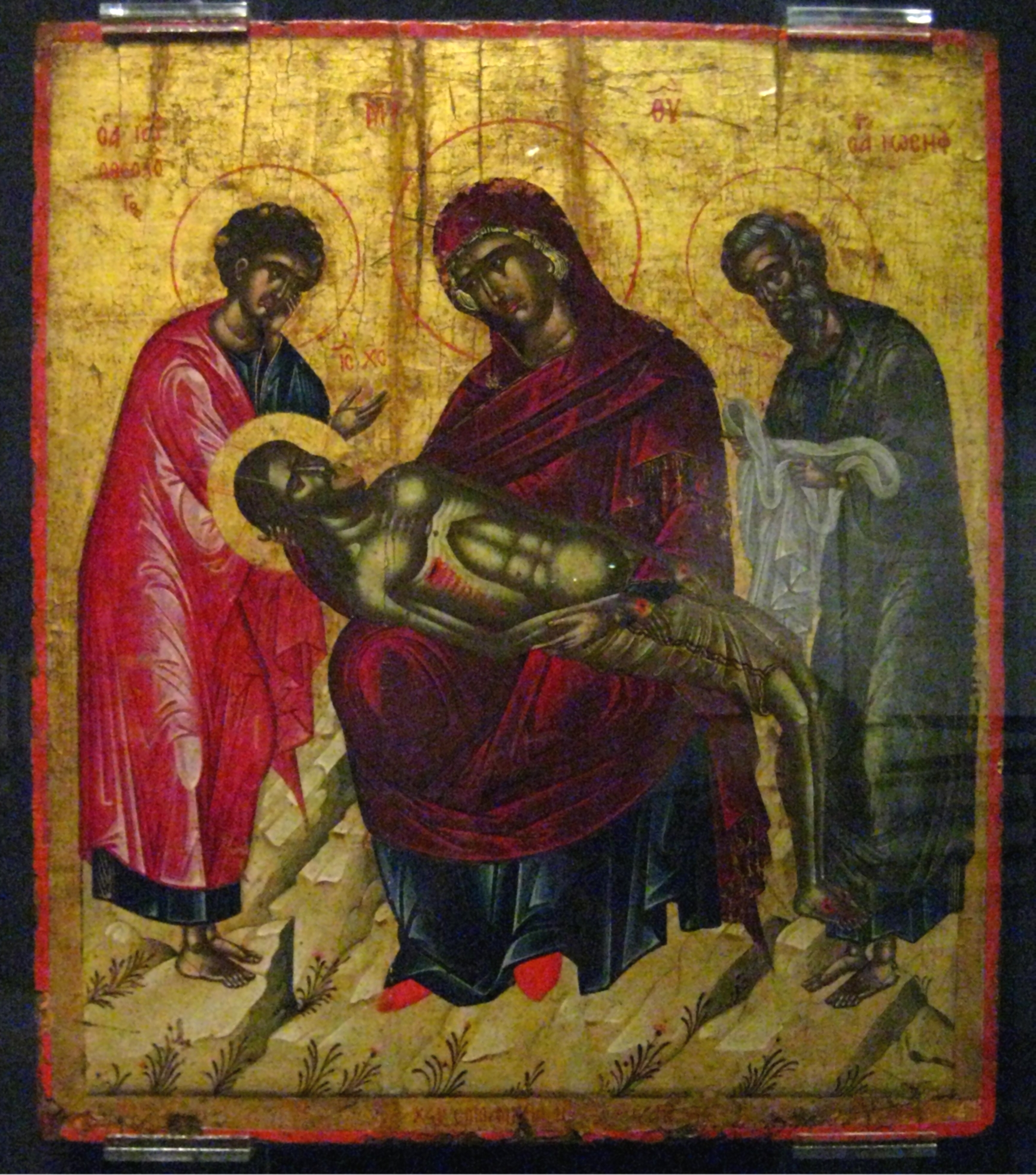
Lamento sul Cristo morto, A.S. Onassis foundation

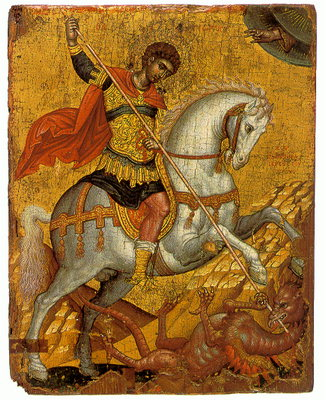
San Giorgio uccide il drago, Byzantine and Post-Byzantine Collection of Chania

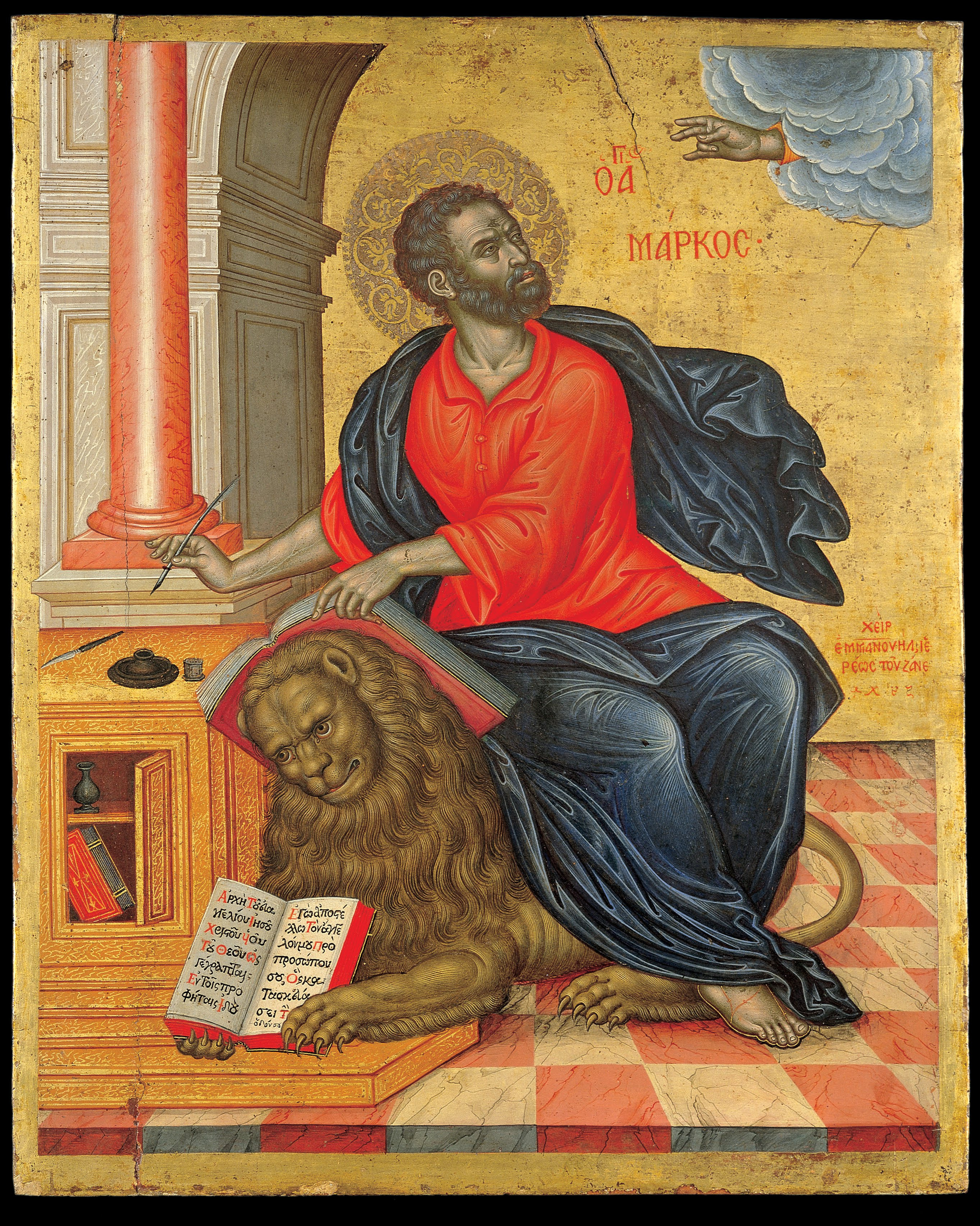
San Marco Evangelista, Benaki Museum, Atene

Come la maggior parte dei pittori d'icone dell'epoca, appartiene all'ambiente ecclesiastico; era stato ordinato sacerdote prima del 1637, come sappiamo dalle sue opere firmate come hiereus. Fuggì a Corfù probabilmente durante l'assedio turco di Creta del 1646, e di lì passò nel quartiere greco di San Giorgio a Venezia, dove la sua presenza è documentata a partire dal 1655. Si conoscono di lui numerose icone firmate, di cui una buona parte si conserva nella collezione di San Giorgio dei Greci a Venezia, mentre altre si trovano al Museo bizantino e cristiano di Atene, nel monastero di San Giovanni a Patmos, nella Alte Nationalgalerie e al Bode-Museum di Berlino.
Attento alle innovazioni dell'arte veneziana del XVI e XVII secolo, Tzanes ha realizzato un aggiornamento delle convenzioni figurative dell'icona greca ai nuovi parametri dell'arte italiana; fu soprattutto fortemente suggestionato dalle opere di Jacopo Tintoretto. Il ritratto del personaggio principale dell'icona viene reinterpretato da Tzanes nel senso di una caratterizzazione più plastica dell'incarnato e di una maggiore accuratezza nella riproduzione delle parti anatomiche, dell'introduzione di particolari decorativi desunti dal ricco repertorio barocco, di una resa più sciolta dei panneggi e dei movimenti del corpo; in particolare, cerca di intervenire sulla convenzionale postura frontale dei ritratti, che sente come troppo rigida e innaturale, modificandola tramite la leggera rotazione del corpo, verso destra o verso sinistra rispetto al volto, che rimane frontale in ottemperanza alla sua funzione cultuale. Per quanto riguarda invece le icone delle Feste o dei fatti evangelici, l'artista cretese va alla ricerca di un difficile equilibrio fra la resa della centralità dei personaggi sacri all'interno della scena, ottenuta mediante l'uso calibrato di simmetrie e parallelismi, e lo sviluppo dell'icona nella terza dimensione mediante l'introduzione del paesaggio e della veduta.
Nell'icona con Cristo e la Samaritana a San Giorgio dei Greci, un vasto paesaggio collinare si apre al di là del pozzo con i due personaggi sacri, la cui centralità devozionale è salvaguardata mediante l'impiego del primo piano scenico; una soluzione originale viene raggiunta nell'icona con la Guarigione del paralitico di Bethesda, dove l'arco che faceva da cornice alle antiche icone delle Feste sull'epistilio si è trasformato in un moderno arco veneziano; al di là di quello si apre la visione in profondità, con tanto di pavimento reticolato e portico rinascimentale, con cui l'artista soddisfa la sua volontà di adozione dei modelli italiani. Sempre a Tzanes si deve l'introduzione del tema iconografico delle figure di santi assise in trono come nell'Apostolo Andrea e nella Vassilissa Theodora con l'icona della Madre di Dio del 1671, ora al Museo bizantino e cristiano di Atene.